# فریسکنی
فریسکنی (به انگلیسی: Friskney) یک روستا و محله مدنی در بریتانیا است که در لیندسی شرقی واقع شده‌است. فریسکنی ۱٬۵۶۳ نفر جمعیت دارد.